# Dendrorhynchus zhanjiangensis
Dendrorhynchus zhanjiangensis är en djurart som tillhör fylumet slemmaskar, och som beskrevs av Yin och Zeng 1984. Dendrorhynchus zhanjiangensis ingår i släktet Dendrorhynchus och familjen Polybrachiorhynchidae. Inga underarter finns listade i Catalogue of Life.